# Berotha piepersii
Berotha piepersii is een insect uit de familie van de Berothidae, die tot de orde netvleugeligen (Neuroptera) behoort. 
Berotha piepersii is voor het eerst wetenschappelijk beschreven door Van der Weele in 1904.